# Patrick Collison

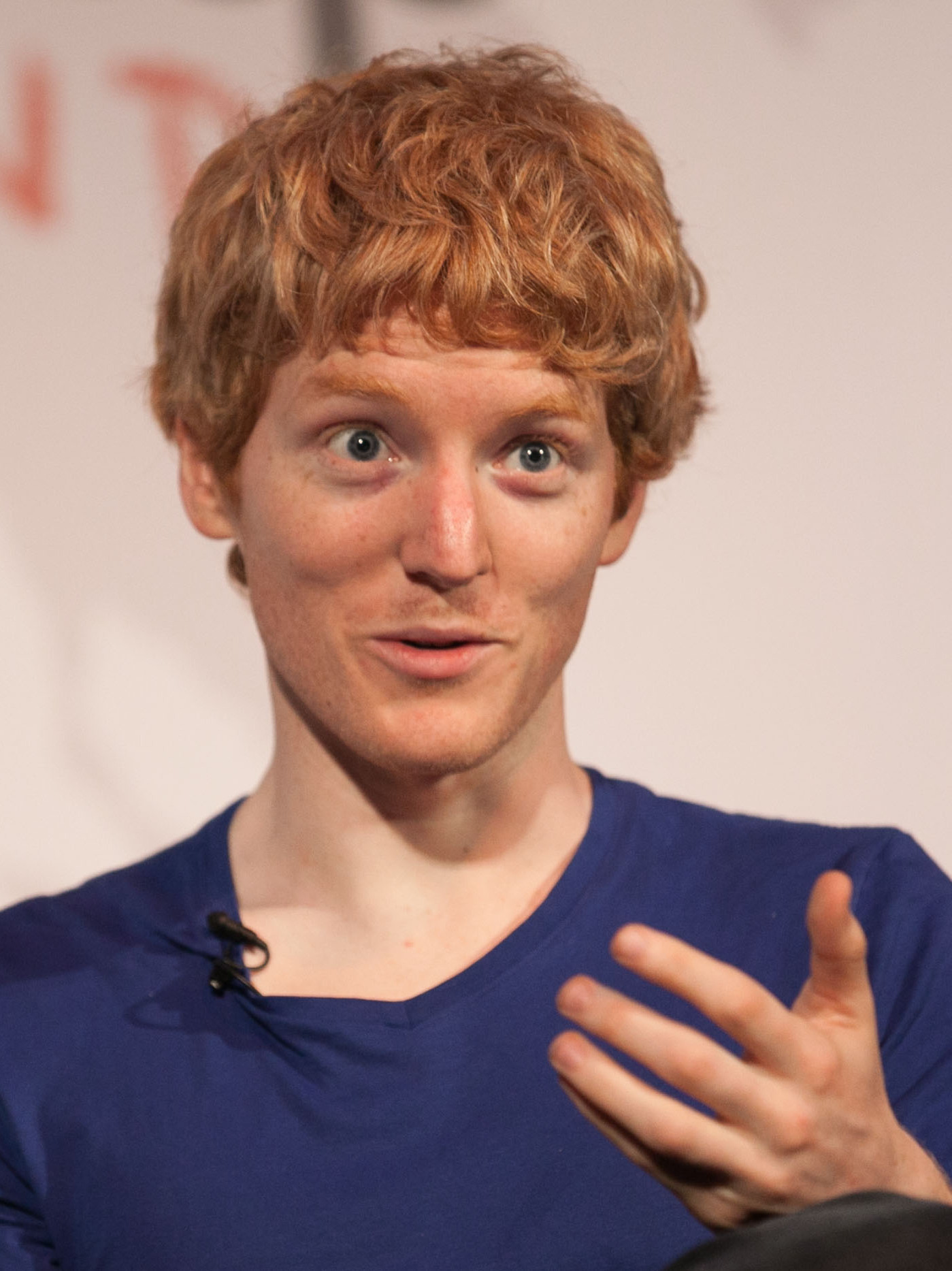
Patrick Collison (2015)

Patrick Collison (* 9. September 1988 in Dromineer) ist ein irischer Unternehmer. Er ist Mitbegründer und CEO des Zahlungsunternehmens Stripe, das er zusammen mit seinem jüngeren Bruder John im Jahr 2010 gegründet hatte. Forbes schätzte sein Vermögen im Mai 2025 auf 10,1 Milliarden US-Dollar.

## Laufbahn
Patrick Collison wurde am 9. September 1988 als Sohn der Mikrobiologin Lily und des Elektronikingenieurs Denis Collison geboren und wuchs mit seinen Brüdern in dem kleinen Dorf Dromineer in County Tipperary auf. Der älteste von drei Brüdern belegte seinen ersten Computerkurs im Alter von acht Jahren an der Universität von Limerick und begann im Alter von zehn Jahren mit dem Programmieren. Im Alter von 16 Jahren gewann er 2005 ein Preisgeld von 7.500 US-Dollar als er den ersten Platz bei der Young Scientist and Technology Exhibition, einem Wissenschaftswettbewerb für junge Menschen, belegte. Sein Projekt umfasste die Entwicklung von Croma, einer LISP-ähnlichen Programmiersprache.
Er besuchte das Massachusetts Institute of Technology, brach sein Studium aber 2009 ab. Er hatte nämlich bereits 2007 mit seinem jüngeren Bruder John das Softwareunternehmen Shuppa gegründet. Der Sitz des Unternehmens wurde später ins Silicon Valley verlegt, wo es mit der Gründung zweier Oxford-Studenten fusionierte und zu Auctomatic wurde. Am Karfreitag im März 2008 verkauften der neunzehnjährige Collison und sein siebzehnjähriger Bruder Auctomatic an das kanadische Unternehmen Live Current Media und wurden damit zu Millionären.
Im Jahr 2010 war Collison Mitbegründer von Stripe, das im Jahr 2011 Investitionen in Höhe von 2 Millionen US-Dollar erhielt, unter anderem von den PayPal-Mitbegründern Elon Musk und Peter Thiel sowie den Risikokapitalfirmen Sequoia Capital, Andreessen Horowitz und SV Angel. Nachdem die Bewertung von Stripe 2016 auf über 9 Milliarden US-Dollar angestiegen war, wurden die Collison-Brüder zu den jüngsten Selfmade-Milliardären der Welt.
Im Jahr 2020 gründete er zusammen mit dem Wirtschaftswissenschaftler Tyler Cowen Fast Grants zur Beschleunigung von COVID-19-bezogenen Forschung. 2021 gründete er zusammen mit den Biowissenschaftlern Silvana Konermann und Patrick Hsu das Arc Institute, eine gemeinnützige Forschungseinrichtung zu Unterstützung biomedizinischer Forschung.

## Privatleben
Im April 2022 heiratete Collison die Schweizer Biochemikerin und Professorin der Stanford University, Silvana Konermann, mit der er das Arc Institute mitbegründete. Collison lernte Konermann während des European Union Contest for Young Scientists 2005 kennen.
Collison ist an einem breiten Spektrum von Themen interessiert und liest viele Bücher. Die Liste der von ihm gelesenen Bücher veröffentlicht er auf seiner Website. Im November 2018 veröffentlichte Collison zusammen mit Michael Nielsen in The Atlantic einen Artikel mit dem Titel „Science is Getting Less Bang for its Buck“, in dem er argumentierte, dass die erhöhten Investitionen in die Wissenschaft nicht zu einem angemessenen Ergebnis geführt hätten. Im Jahr 2019 veröffentlichte Collison zusammen mit Tyler Cowen einen Meinungsbeitrag in der gleichen Zeitschrift, in dem er für eine neue akademische Disziplin namens „Progress Studies“ plädierte, die die kulturellen und institutionellen Bedingungen untersucht, die zu Fortschritt und einem höheren Lebensstandard führen.